# Keeper of the Seven Keys Part 1
Albums de Helloween
Walls of Jericho
(1985) Keeper of the Seven Keys Part 2
(1988)
Singles
1. Future World
Sortie : 13 avril 1987

Keeper of the Seven Keys Part 1 est le deuxième album studio du groupe de power metal allemand Helloween. Il sort le 23 mai 1987 sur le label Noise Records et a été produit par Tommy Newton et Tommy Hansen.

## Historique
Cet album fut enregistré entre novembre 1986 et janvier 1987 dans les studios Horus Sound de Hanovre en Allemagne.
Au départ, le groupe prévoyait de sortir un album double, mais le label ne voyant pas la réussite commercial d'un tel projet, refuse. Il y aura donc un deuxième album Keeper of the Seven Keys Part 2 qui sortira en 1988.
Il est le premier album du groupe avec Michael Kiske au chant, Kai Hansen passant du chant à la guitare.
L'album entre dans les charts du magazine Billboard (104e au Billboard 200), ce qui permit au groupe de faire une tournée américaine en compagnie de Grim Reaper et Armored Saint.
L'illustration de la pochette est signée Uwe Karczewski ; les illustrations intérieures sont de Frédéric Moulaert.

## Liste des titres
| No | Titre                    | Auteur                      | Durée |
| -- | ------------------------ | --------------------------- | ----- |
| 1. | Initiation               | Kai Hansen                  | 1:21  |
| 2. | I'm Alive                | Kai Hansen                  | 3:23  |
| 3. | A Little Time            | Michael Kiske               | 3:59  |
| 4. | Twilight of the Gods     | Kai Hansen                  | 4:29  |
| 5. | A Tale That Wasn't Right | Michael Weikath             | 4:42  |
| 6. | Future World             | Kai Hansen                  | 4:02  |
| 7. | Halloween                | Kai Hansen                  | 13:18 |
| 8. | Follow the Sign          | Kai Hansen, Michael Weikath | 1:46  |

## Expanded edition bonus tracks
1. Victim of Fate (Single b-side) – 7:00
2. Starlight (Remix) – 4:15
3. A Little Time (Alternative Version) – 3:33
4. Halloween (Video Edit) – 5:02

## Composition du groupe
- Michael Kiske – chant
- Kai Hansen – guitare, chœurs
- Michael Weikath – guitare, chœurs
- Markus Grosskopf – basse, chœurs
- Ingo Schwichtenberg – batterie

## Charts
| Pays       | Durée du classement | Meilleur classement |
| ---------- | ------------------- | ------------------- |
| Allemagne  | 22 semaines         | 15e                 |
| États-Unis | 21 semaines         | 104e                |
| Suède      | 3 semaines          | 42e                 |
| Suisse     | 4 semaines          | 18e                 |